# Canariomys tamarani
Canariomys tamarani és una espècie extinta de rosegador miomorf dins la família Muridae. Era endèmica de l'illa de Gran Canària (Canàries, Espanya). Se n'han trobat restes fòssils a les zones centrals de l'illa. Aquesta rata arribava a tenir una mida de 25 cm, una mida similar a la de la rata grisa. La colonització humana d'aquesta illa i la introducció del gat en causaren l'extinció.
A més d'aquesta rata de Gran Canària, a Tenerife s'han trobat les restes d'una altra rata gegant, Canariomys bravoi, amb fòssils datats del Pliocè i Plistocè